# Élisabeth Toutut-Picard

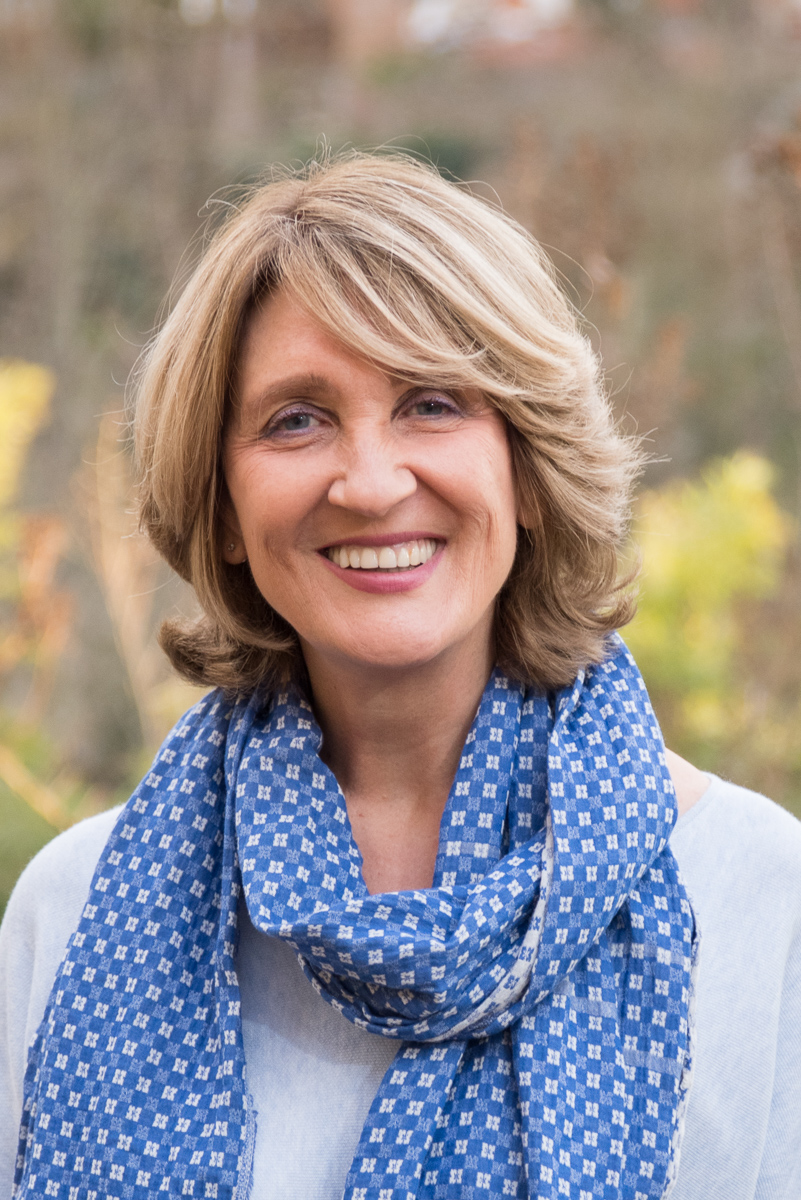
Elisabeth Toutut-Picard (2017)

Élisabeth Toutut-Picard (* 17. Dezember 1954 in Blida) ist eine französische Politikerin (LREM). Sie studierte am Institut d’études politiques de Toulouse, an der Université Toulouse–Jean Jaurès und an der Universität Paris-Dauphine.

## Politische Karriere
Im Juni 2017 wurde sie für das Département Haute-Garonne als Abgeordnete in die Französische Nationalversammlung entsandt. Sie ist Mitglied der Kommission für nachhaltige Entwicklung und Regionalplanung.